# Judith Röder
Judith Röder (* 13. April 1978 in Naumburg (Saale)) ist FDP-Politikerin in Sachsen-Anhalt. Von 2002 bis 2006 war sie Abgeordnete im Landtag.

## Leben und Beruf
Judith Röder besuchte von 1991 bis 1996 das Domgymnasium Naumburg. Nach dem Abitur studierte sie Rechtswissenschaften und legte beide juristische Staatsexamen ab.
Derzeit ist sie als Geschäftsführerin des Arbeitgeberverbandes Gewerblicher Verbundgruppen in Berlin mit den Tätigkeitsfeldern Arbeits- und Sozialpolitik sowie Tarifpolitik tätig. Als Tarifpartner der Gewerkschaft ver.di organisiert sie die Tarifverhandlungen für Mitgliedsunternehmen in einer ganzen Reihe von Bundesländern.

## Partei
1998 bis 2006 gehörte Judith Röder der Liberalen Hochschulgruppe Jena an. Seit 1999 ist sie Mitglied der FDP, Kreisverband Burgenlandkreis. Sie war Mitglied des Bundesfachausschusses  Soziales der FDP und des Landesfachausschuss Innen und Recht sowie Wirtschaft und Arbeit.

## Abgeordnete
Bei der Landtagswahl in Sachsen-Anhalt 2002 wurde Judith Röder in den Landtag gewählt. Nach der Landtagswahl 2006 schied Röder aus dem Landtag aus.